# Ulli Schwinge
Ulli Schwinge (* 8. März 1955 in Halle (Saale)) ist ein deutscher Komponist, Pianist und Schlagersänger.

## Leben
Schwinge besuchte ab 1959 das Konservatorium in Halle, wo er im klassischen Klavierspiel zum Konzertpianisten ausgebildet wurde. Es folgte von 1971 bis 1975 der Besuch der Leipziger Musikhochschule und von 1982 bis 1986 ein Gesangsstudium. Da Schwinge später als Tonmeister arbeiten wollte, ließ er sich parallel zum EDV-Facharbeiter ausbilden, studierte Programmierung und Informationsverarbeitung und arbeitete mehrere Jahre als EDV-Facharbeiter.
Nach Beendigung der Leipziger Musikhochschule war Schwinge Mitglied verschiedener Rockbands. Er begann in den 1970er-Jahren, eigene Lieder zu komponieren, die beim staatlichen Rundfunk der DDR produziert wurden. Ab 1984 war er als Solokünstler aktiv. Mit Schlagern wurde Schwinge zu dieser Zeit in der DDR bekannt. Alles, was ich liebe und Ein Augenblick belegten 1988 und 1989 den ersten Platz in der Schlager-Revue bei Radio DDR und wurden Jahressieger im Schlagermagazin des Berliner Rundfunks. „Vor der Wende brach der Hallenser in jeder ostdeutschen Schlagerparade die Frauenherzen.“ Nach beiden erfolgreichen Singles produzierte die Amiga 1989 mit Schwinge das Album Alles was ich liebe. Unter anderem wurde Schwinge mit dem Silbernen Bong der Fernsehsendung Bong ausgezeichnet. Die Wende beendete seine Karriere als Schlagersänger abrupt: „Ich hatte 1990 noch bis Ende Juni jeden Monat rund 50 Auftritte, damit war mit dem Tag der Währungsunion Schluß. Alle Verträge, die noch bestanden, wurden gekündigt, für Kultur war plötzlich kein Geld mehr da“, so Schwinge rückblickend.
Schwinge komponierte auch nach 1990 Schlager und konnte 1992 seine zweite LP Keine Zeit zum Träumen veröffentlichen. Seine größten Erfolge hatte Schwinge in den 1990er-Jahren in Südafrika. Mehrere seiner Kompositionen wurden von afrikanischen Künstlern neu aufgenommen, darunter Wir sind, wie wir sind, das Sänger Bles Bridges als Vlerke in die Wind veröffentlichte. Für die Plattenverkäufe in Südafrika wurde Schwinge mehrfach mit der Goldenen Schallplatte sowie mit einer Platinplatte ausgezeichnet. Im Jahr 1997 vertrat Schwinge Sachsen-Anhalt mit dem Titel Das Lachen der Sieger bei der musikalischen Gala zur Deutschen Einheit Guten Abend Deutschland, die von Dieter Thomas Heck moderiert wurde.
Schwinge ist auch als Musikproduzent tätig und schrieb unter anderem Lieder für Graham Bonney (Der Sommer mit Marie), Siw Malmkvist (Duett Denkst Du denn wirklich…), Nina Lizell (Duett Vielleicht), Hans-Jürgen Beyer (Wolke 7) und Gaby Rückert. Über die Zusammenarbeit mit Gaby Rückert kam er in Kontakt mit Gisela Steineckert, die zu dem Zeitpunkt Texterin für Rückert war. Steineckert schrieb die Texte für sein fünftes Album Liederbriefe, das 2011 erschien. Ab September 2011 ging Schwinge mit Steineckert auf Tour.
Im Februar 2016 veröffentlichte Schwinge die Single Die Kraft der Gefühle, für die er erstmals mit Texter Rainer Thielmann zusammenarbeitete. Schwinge und Thielmann schrieben in der Folgezeit weitere Songs. Im März 2019 folgte das siebente Album Schwinges, Ein paar Akkorde.
Schwinge schreibt seit 2022 auch Kinderlieder, die er unter anderem auf der Video-Plattform Youtube veröffentlicht. Mit Rainer Thielmann entstanden unter anderem 26 Lieder für die 26 Buchstaben des Alphabets (ABC-Lieder), die Schwinge z. B. in Schulprojekten mit den Kindern einstudiert.

## Privates
Schwinge ist verheiratet, hat zwei Kinder und lebt in Schortewitz.

## Diskografie
Solo-Alben
- 1989: Alles, was ich liebe (auf Amiga)
- 1992: Keine Zeit zum Träumen (auf Papagayo)
- 2001: Danke, dass du da bist (auf Artists + Acts)
- 2008: Storys wie im richtigen Leben (auf Artists + Acts/Universal)
- 2011: Liederbriefe (auf Artists + Acts/Universal)
- 2012: Best Of (auf Artists + Acts/Universal)
- 2019: Ein paar Akkorde (Klondike Records)

Singles (Auswahl)
- 1994: Ich hab geträumt
- 1994: Das Lachen der Sieger
- 1995: Bring ein bisschen Liebe in mein Leben
- 1999: Ich hab’ es geahnt
- 1999: Hoffnung kennt keine Grenzen
- 2000: Komm und halt ein Leben lang mich fest
- 2001: Kleinigkeiten
- 2002: Stories wie im richtigen Leben
- 2016: Die Kraft der Gefühle
- 2018: Morgen ist auch noch ein Tag
- 2019: Ich hab gar nicht gewusst, dass es solche Sorgen gibt
- 2019: Rasenmähen
- 2020: Dein Tag
- 2020: Als der Regen kam
- 2021: Die Ewigkeit des Augenblicks
- 2022: Dass es die Hoffnung gibt
- 2023: Kreide
- 2024: Der Liebe gefolgt
- 2024: Versprich mir den Tanz
- 2025: Liebe ist groß
- 2025: Weils hier schöner ist